# 磁界少年メット・マグ
『磁界少年メット・マグ　DOGから君への挑戦状』（じかいしょうねんメット・マグ）は、シンキングラビット開発、DOGブランドから1987年7月3日に発売されたファミリーコンピュータ ディスクシステム用のアクションパズルゲーム。 

## 概要
タイトル画面でコントローラーのセレクトボタンを押す事によって男の子のマグがプレイヤーになる「磁界少年メット・マグ」と女の子のメグがプレイヤーになる「磁界少女マット・メグ」の2人の主人公を選ぶ事ができる。
「磁界少年メット・マグ」の方はキャラクターや画面上下の移動手段であるエレベーターや物体転送装置などSF的、メカニック的な物が中心である事に対して、「磁界少女マット・メグ」は魔法世界がフィーチャーされており、キャラクターが動物的な物やとぼけた感じの物が多く、画面上下の移動手段も魔法の鏡といったファンタジー的なものになっている。ただしゲームのルールと内容、ステージ構成はマグ、メグとも同一であり、クリアしたセーブデータは双方に適用される（要はプレイ時にキャラを選択するスタイル）。

## ゲーム内容

### システム
- プレイヤーは当初から磁石の極性を持っている（マグはN極、メグはS極）が、各ステージのプレイ当初にどちらの色になっているかは固定。それぞれのマグチップを取る事によってプレイヤーの磁極を反転させる事が出来る。マグチップは赤、青と無条件に反転する黄色（リバースチップ）がある。
- ステージにある全てのマグチップを取る事によって出口が開き、次のステージに進める。出口は上下左右いずれからでも入れ、足場も不要。これを繰り返す事によって合計100ステージを突破していく。
- 一方、ボーナスアイテム類も置かれているが、クリアに必須ではない。

ファミコン/コントローラー　…プレイヤーがエクステンドする
スパナ/色えんぴつ　…残りタイムが増える
工具箱/コーヒーカップ　…一定時間無敵になる
- 作品の鍵となる磁力ブロック（マグは矢印、メグは矢羽状）は磁石と同様に磁極を持っている（赤はS極、青はN極）。プレイヤーの極性により利用したり、罠になることがある。力は矢印の方向に働き、上下や左右に2つ重なった状態だと力が強く働き、異極の場合は吸い付けられジャンプができない、空中に張り付くなどの効果がある。また、4方向いずれにも磁力が働く磁力ブロックもある。
- 物体転送装置（メグでは魔法の扉）が置かれたステージもある。2種類あり、一方通行のものと、双方向のものがある。スイッチを押すと転送の切り替えができるが、ステージによってはスイッチがないものもある。
- ステージによっては磁力を持ったマグネタイト（メグではヒロユキという人面石）という石が配置されている。同極の場合はお互い反発し、異極の場合はお互い引き合う。また、このマグネタイトはタラップ（メグでは顔がついているタラッパーという乗り物）というコンベアに乗せることもでき、磁力ブロックの影響を受けて浮き上がったりすることもある。また、マグネタイトはマグチップと重なる。
- プレイヤーは、自分の背丈の1.5倍の高さまでジャンプできる。つまりブロック1個分のジャンプ力があり、反発するブロックがあればその数に比例してジャンプが高くなる。また、反発する磁力ブロックを使ってタイミングよく飛べば、3段の大ジャンプが可能である。また、横に最大3マスジャンプができ、頭上に当たってもホバリング効果があるため2マスジャンプできる。また、落下中に移動などもやりやすく、ジャンプ判定は割と緩い。
- 敵キャラがいるが、当たってもミスにはならない。ただし、ポイントが減っていく（0ポイントになってもミスにはならないが、クリアしてもプレイヤーの残機が増えない）。また、敵の姿はメット・マグとマット・メグで異なる場合がある。基本的に敵の頭に乗ることができるが、スパーク状の物体（トゲボウ）は頭上に乗ることはできない。

ベーダ/ヒスビット　標的を目撃すると突進してくる。上に乗れる。
クラブ/ガドラ　マグネタイト、ヒロユキを見つけると蹴飛ばしてしまい、そのまま隅っこまでおいやると動かなくなる。
トゲボウ/ウィン　空中を浮遊し2種類の色がある（青のほうが素早い）。上に乗ることはできない。
アイアンバーガー/和尚　標的を目撃すると衝撃波/気合を放ってくる。敵及び飛び道具に乗ることができる。
クラウニー　雷を不規則に放つ雲。雷は大ダメージとなる。雲の上に乗ることはできるが、そのまま浮き上がらなくなる。
- 5ステージクリアするごとにボーナスステージがあり、マグはダイヤモンド、メグはハートを集めるとポイントが加算され、全部取るとパーフェクトボーナスが加算されるが、タイムアップまでに出口に脱出しないとノーボーナスになる。また、ボーナスステージはパーフェクト如何にかかわらず残機が増えない。

## 設定

### ストーリー
8歳のわんぱく・おてんばコンビのマグ君とメグちゃんは大の仲良し。ある初夏の日の事、マグ君が小学校から帰って来た直後にファミコンのスイッチを入れ、モニターの前に座った途端にマグ君の身体は磁気化され、ファミコン内部の電磁界に取り込まれてしまう。その直後に家で遊ぶ約束をしてやってきたメグちゃんはマグ君を助けようと自ら電磁界に入り込んできた。果たして電磁界に迷い込んだ2人は持ち前の明るさと身体の極性をうまく利用して電磁界の100の迷宮を突破してもとの世界に戻る事ができるだろうか!?

### 舞台
電磁界ワールド
マグ君とメグちゃんが迷い込んだ電磁界ワールドはファミコン内部の世界であり、何らかの作用で二人に秘められた特殊磁気により引き込まれてしまう。それと同時に、特殊磁気の副作用によって二人の精神に刺激を受けた。その結果、二人の精神イメージが実体化されて、それぞれの電磁界ワールドが創世した。また、磁気の刺激によって二人から産み出された空想の産物が実体化して、電磁界ワールドの住民として生を受ける事になった（二人のゲーム画面やキャラクターがそれぞれ別である事はこの為である）。電磁界は多くの磁気が存在してつりあっていたが、電磁界ワールドの創世と二人が迷い込んだ為にバランスが崩れてしまい、自然界の法則によって、電磁界ワールドに二人を追い出して電磁界を元に戻そうとする力が働き始め、電磁界ワールドの住民達はマグ君とメグちゃんを自分達の生みの親にもかかわらず、二人の行手を阻もうとする（ただし、中にはうまく利用できる者や、二人を助けるアイテムが存在する）。なお、電磁界ワールドに迷い込んだ二人が再会する場面は、ゲーム中のみならずエンディングでも存在しない。

## キャラクター
メット・マグ
8歳のわんぱくな小学生の男の子でメカに強い。ファミコンで遊んでいる時に電磁界に迷い込んでしまい、N極の磁性を持ってしまう。N極のシンボルカラーである青いヘルメットを被り、わんぱく少年らしい青い袖なしのタンクトップと長ズボンを組み合わせたようなスーツを着ており、電磁界に吸い込まれた事にめげず、持ち前のわんぱくさとメカに対する強さで電磁界の迷宮を突破していく。
マット・メグ
8歳のメット・マグのガールフレンドでクラスメイトかつ幼馴染でもある小学生の女の子で、マグを追って電磁界に自ら入り込んでくる程マグの事が好きである。電磁界に入り込んだ時にS極の磁性を持ち、そのシンボルカラーである赤い髪形と赤い袖なしのワンピースを着ている。ファンタジー物好きにもかかわらず、いつもつり上がった目で自信たっぷりの微笑みを浮かべながら、素足に赤い靴を履いている足で元気良く電磁界の迷宮を駆け巡るおてんばな女の子である。

## 評価
- ゲーム誌『ファミコン通信』のクロスレビューでは、6・7・8・6の合計27点（満40点）となっている[5] [2]。レビュアーの意見としては、「パズルのテーマが磁力というところがおもしろい」などと評されている[5]。

- ゲーム誌『ファミリーコンピュータMagazine』の読者投票による「ゲーム通信簿」での評価は以下の通りとなっており、14.70点（満25点）となっている[3]。また、同雑誌1991年5月24日号特別付録の「ファミコンディスクカード オールカタログ」では、「磁石の原理を取り入れたユニークなタイプのパズルゲーム」と紹介されている[3]。

| 項目 | キャラクタ | 音楽 | 操作性 | 熱中度 | お買得度 | オリジナリティ | 総合  |
| 得点 | 3.04       | 2.78 | 2.75   | 2.94   | -        | 3.19           | 14.70 |

- ゲーム誌『ユーゲー』では、「シビアなジャンプアクションを要求される面も多いため、トータルな難易度は結構な高さと言える」、「（磁石の原理を利用した）ルールはアイディアとしてなかなか秀逸で、性質を利用しないと進めないマップ構成の妙も評価できる」、「ゲーム的には少々複雑すぎたきらいもある」と評している[4]。